# Chrám Zesnutí přesvaté Bohorodice (Smolensk)

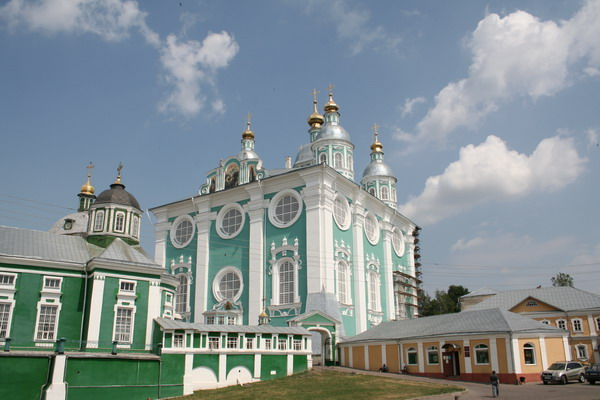
Katedrála Zesnutí přesvaté Bohorodice

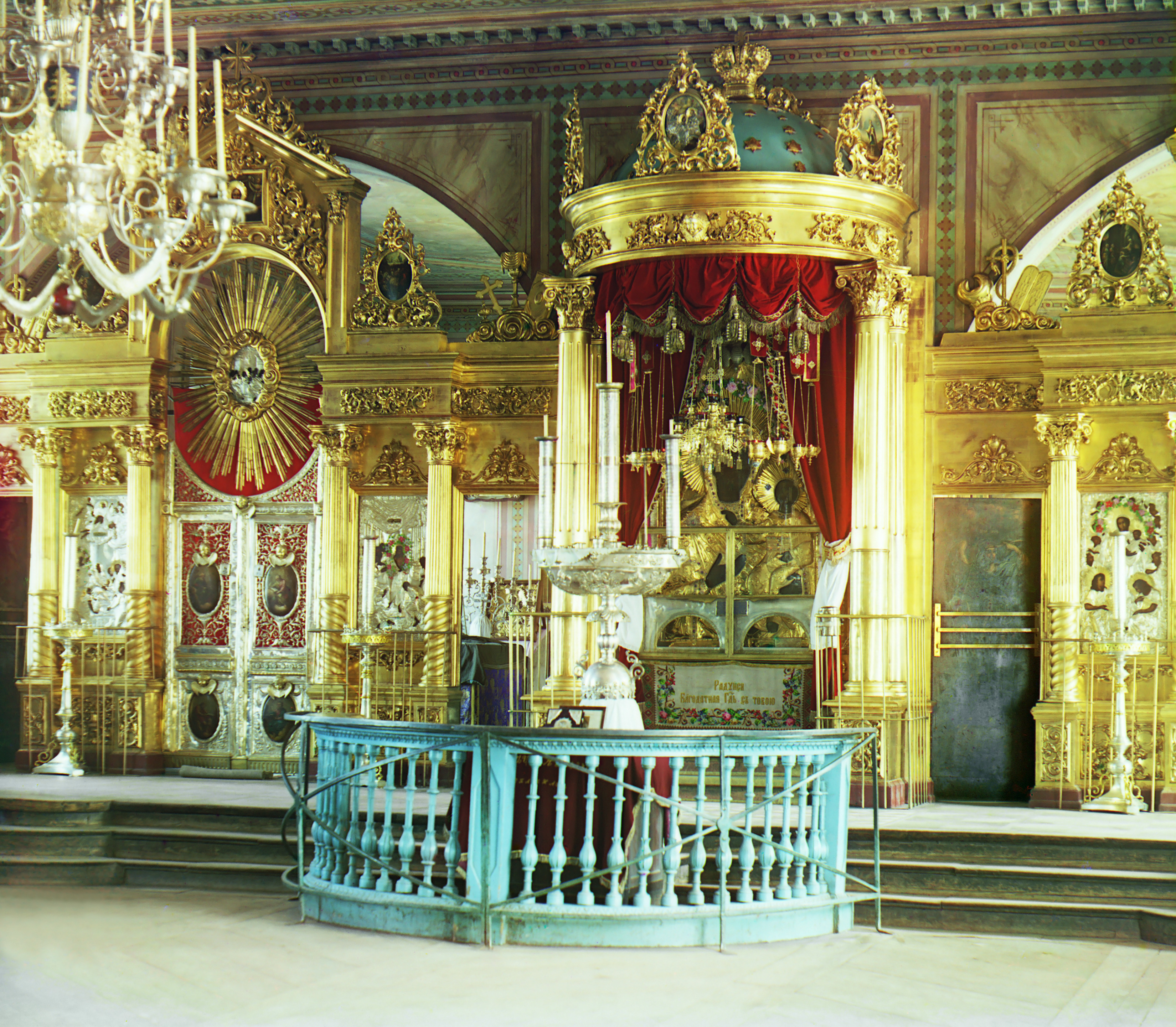
Ikona Matky Boží Smolenské z roku 1912

Katedrála Zesnutí přesvaté Bohorodice (rusky Собор Успения Пресвятой Богородицы, zkráceně Успенский собор) v ruském městě Smolensk je katedrálním chrámem Smolenské eparchie Ruské pravoslavné církve. Zasvěcena je zesnutí (nanebevzetí) Bohorodičky. Nachází se v centru města na Chrámovém vrchu a je velmi dobře viditelná již zdaleka.

## Historie
První chrám byl na tomto místě postaven knížetem Vladimírem Monomachem v roce 1101. Dnešní chrám byl vybudován na památku obránců města Smolensk, kteří v roce 1611 raději zapálili střelný prach v muničním skladu v chrámu, než aby se dostali do zajetí polské armády. Exploze chrám výrazně zničila a obránci zahynuli. Nový chrám se začal budovat po připojení města k Rusku. Jeho stavba však trvala poměrně dlouho. Začal ho stavět v roce 1677 A. Korolkov. Ve stavbě pokračoval v letech 1732 až 1740 A. I. Šendel. V plné kráse byl dokončen až v roce 1772. Je vybudován v ruském barokním stylu.

## Zajímavosti
Chrám má tradičně jednu větší a čtyři menší kopule. Pozoruhodným je jeho ikonostas s velkou vrstvou zlata, který okouzlil i Napoleonovy vojáky v roce 1812, kteří okupovali město. Pochází z 18. století a nese prvky klasického staroruského stylu, ale i ukrajinského baroka.
V chrámu se nacházejí také relikvie světce z 13. století Merkuria Smolenského. Velkou ozdobou smolenské katedrály byla ikona Smolenské Bohorodičky, která se ztratila během nacistické okupace města v letech 1941 až 1943 a dodnes se nenašla.